# Edgar Warren Williams
Edgar Warren Williams (Orlando, 12 juni 1949) is een Amerikaans componist en muziekpedagoog.

## Levensloop
Williams studeerde compositie bij Iain Hamilton en Paul Earls aan de Duke University, in Durham (North Carolina) en behaalde zijn Bachelor of Arts in 1971. Dan wisselde hij aan de Columbia-universiteit in New York en studeerde onder andere bij Charles Wuorinen, Mario Davidovsky en Harvey Sollberger. Aan de Columbia-universiteit slot hij af met de Master of Musical Arts in 1973. Zijn studies voltooide hij bij Milton Babbitt, J. K. Randall en Edward Cone aan de Princeton-universiteit in Princeton (New Jersey). Aan Princeton promoveerde hij tot Ph.D. in 1982.
Aansluitend was hij docent aan de Princeton-universiteit, Universiteit van Californië - Davis van 1978-1979 en aan het College of William and Mary  in Williamsburg, Virginia, waar hij later ook tot professor beroepen werd. Sinds 2005 is hij professor emeritus van dit college.
Als dirigent was hij werkzaam bij het Princeton University Orchestra, van 1977-1978, UCD Symphony Orchestra, (UCD = University of California, Davis), van 1978-1979, York River Symphony Orchestra, van 1998-2000, William & Mary Orchestra, 1980-1983 en 1992-2001 en bij het Peninsula Youth Orchestra, vanaf 2001.
Als componist schrijft hij voor alle genres.

## Composities

### Werken voor orkest
- 1969 Of Orphalese, voor orkest
- 1984 Landscapes with figure, voor kamerorkest
- 1998 Nosferatu: A Symphony of Horror, voor orkest
- 1999 Suite aus "Nosferatu", voor orkest

### Werken voor harmonieorkest
- 1968 "To my Father" Prologue
- 1978 Across a Bridge of Dreams
- 1991 Into the dark
- 1993 Now showing!
- 2002 Music from behind the Moon
- Prologue, voor harmonieorkest

### Missen en gewijde muziek
- Missa, voor zesstemmig mannenkoor, koperblazers en piano

### Muziektheater

#### Schouwspel
- 1970 Music for "In the Dark of the Moon"
- 1982 Music for "The merry wives of Windsor"  - tekst: William Shakespeare
- 1985 Music for "Richard II" - tekst: William Shakespeare

### Werken voor koren
- 1975 The mystic trumpeter, voor gemengd koor en orkest
- 1976 Multum in parvo, voor groot gemengd koor
- 1998 Star spangled Banner, kanonische setting voor SSATB-koor

### Vocale muziek
- 1985 Three songs, voor hoge stem en piano - tekst: Margaret Tongue
- 1985 The bowds of euphony, voor hoge stem en piano - tekst: Wallace Stevens
- Two Lyrics, voor middenstem en piano - tekst: James Agee

### Kamermuziek
- 1968 Chamber Piece nr. 1
- 1968 Chamber Piece nr. 2
- 1971 Strijkkwartet nr. 1
- 1980 Amoretti, voor altviool en piano
- 1985 Caprice, voor viool
- 1996 Strijkkwartet nr. 2
- 1999 Strijktrio
- Fant'sy I (from "Hortus conclusus"), voor negen instrumentalisten
- Fant'sy II (from "Hortus conclusus"), voor twaalf instrumentalisten
- Fant'sy III (from "Hortus conclusus"), voor twaalf instrumentalisten

### Werken voor piano
- 1987 Six studies
- 2005 Sonata

### Werken voor gitaar
- 2002 Kwartet voor gitaren

### Elektronische muziek
- 2000 Pentimenti

## Publicaties
- Edgar Warren Williams: Harmony and Voice Leading, New York: HarperCollins, 1992
- Edgar Warren Williams: Introduction to Music. New York: HarperCollins, 1991 (coauteur Miller en Taylor)
- Edgar Warren Williams: Banqueting with the Emperor, in: Perspectives of New Music, vol. 35, nr. 1 (1998)
- Edgar Warren Williams: A View of Schoenberg's Opus 19, No. 2, in: College Music Symposium, vol. 25 (1985)
- Edgar Warren Williams: In and About Some Measures of Beethoven, in: 19th Century Music, november 1983
- Edgar Warren Williams: On Complementary Interval Class Sets, in: Theory only, vol. 7 (juni 1983)